# Martin Harnik
Martin Harnik (Hamburgo, 10 de junho de 1987) é um futebolista alemão naturalizado austríaco que atua como meia. Atualmente joga pelo TuS Dassendorf.

## Seleção
Ele integrou a Seleção Austríaca de Futebol na Eurocopa de 2008.